# アカガシ
アカガシ（赤樫、学名：Quercus acuta）はブナ科コナラ属の常緑広葉樹。

## 形態
常緑広葉樹の高木。高さ20メートル (m) ほどで、森林内では大木になる。樹皮は、若木はでは灰色であるが、老木では不規則に剥がれて、橙色が混じったまだら模様となる。若い枝は、紫褐色をしている。
葉は互生で、やや波打ち、長楕円形で基部は広いくさび形で先端が尖り、コナラ属では唯一鋸歯がないのが特徴で、時に波状縁となる。葉表は深緑色、裏面はやや薄い色となる。カシ類の中では、一番大きくて扁平で厚みがある葉が特徴。新葉が開いたときは褐色の毛がある。
花期は4 - 6月頃で、雌雄同株。雄花序は垂れ下がった形で黄褐色の雄花を多数つける。雌花序は葉腋に直立し5・6個の雌花をつける。
果期は翌年の10月ごろ。果実は堅果、いわゆる「どんぐり」で、殻斗に褐色の毛があり、翌年の秋に熟すと食べられる。
冬芽は楕円形で細かい毛があり、葉の付け根につき、重なり合う多数の芽鱗に包まれる。

## 生態
他のブナ科樹木と同じく、菌類と樹木の根が共生して菌根を形成している。樹木にとっては菌根を形成することによって菌類が作り出す有機酸や抗生物質による栄養分の吸収促進や病原微生物の駆除等の利点があり、菌類にとっては樹木の光合成で合成された産物の一部を分けてもらうことができるという相利共生の関係があると考えられている。菌類の子実体は人間がキノコとして認識できる大きさに育つものが多く、中には食用にできるものもある。土壌中には菌根から菌糸を通して、同種他個体や他種植物に繋がる広大なネットワークが存在すると考えられている。アカマツ苗木に感染した菌根では全部の部分の成長を促進するのではなく、地下部の成長は促進するが地上部の成長はむしろ抑制するという報告がある。外生菌根性の樹種にスギやニセアカシアの混生や窒素過多の富栄養状態になると菌根に影響を与えるという報告がある。
花は地味なものであり、花粉は風媒（英: anemophily）される。風媒花はシダ植物の胞子散布の様で原始的な花だと思われることもあるが、ブナ科やイネ科は進化の末にこの形質を獲得したとみられている。
種子は重力散布型であるが、動物の影響も大きい。カシのドングリは渋くて食べにくく、実際に有毒である。ツキノワグマやイノシシは唾液中にタンニンを中和する成分を持ち、しかもタンニンが多い種類のドングリを食べる時期だけ中和成分を増加させることが報告されている。一般にブナ科樹木の発芽にはネズミが地中にドングリを埋めるという貯食行動によるものが大きいと見られている。ネズミがドングリをその場で食べるか、貯食するかは周囲の環境の差も大きい。ネズミもタンニンに耐性を持つが、常に耐性を持っているのではなく時期になると徐々に体を馴化させて対応しており、馴化していない状態で食べさせると死亡率が高いという。イノシシが家畜化されたブタは例外として、その他のウシやウマなどではドングリ中毒（英:acorn poisoning）というのも知られている。
新規侵入地へのカシの定着にはネズミが運ぶには長距離の分布地域もあり、カケス（Garrulus glandarius、カラス科）の貯食行動が関与しているのが疑われる地域もある。
菌根の種類、花粉の媒介、種子の散布様式という3つの事象は独立して進化してきたように見えるが、連携して進化してきたのではないかという説が近年提唱されている。外生菌根、風媒花、重力散布（および風散布）はいずれも同種が密集する状況ほど有利になりやすい形質であると考えられている。
ドングリは昆虫の餌にもなっており、種子の死亡率としては動物以外にこちらも大きい。北海道における観察例ではクリシギゾウムシなどのシギゾウムシ類と、ハマキガ類が殆どである。この年の虫害率は全種子の8割、虫害による死亡率は同7割であった。虫害を受けても完全に死ぬわけでなく一部は生存し発芽もするが、実生はやや小さいという。野外ではたいていのドングリは虫害を受けているため、これに対するネズミの反応も調べられている。ヒメネズミでの実験では完食する場合は健全堅果の方を好むが、虫害果も食べないわけではない。巣へ運ぶ個数などは雌雄差が見られた。
ドングリは秋に地上に落ちるとすぐに根を伸ばし、春先には本葉を展開させる。形態節のように地下性の発芽様式をとり、子葉は地中のドングリ内に残る。ネズミは地下に残る子葉目当てに、掘り起こして捕食することがあり、初夏までの死因はこれが多いという。時期、および過度な掘り起しが起きなければ子葉の捕食自体は致命的でない場合もあると見られ、大きい種子を付けることで実生から遠ざけ子葉に誘引する生存戦略なのではという説もある。前述のように虫害でも種子内部が完全には捕食されずに生き残る例が知られている。
種子は落下後すぐに根を伸ばす性質から埋土種子や土壌シードバンクは形成しないと見られている。戦略としては耐陰性の高い実生を地上に大量に用意し、ギャップの形成を待つ陰樹に多いタイプである。耐乾性はあり尾根筋にも定着できるが、条件の良い谷筋で優勢な群落を作ることが多い。これは重力散布になるドングリの影響もある。
アラカシと違い石灰岩質の土壌を嫌う。
常緑ブナ科の葉はムラサキシジミ族（Tribe Arhopalini）のシジミチョウの食草である。日本産のこの仲間であるムラサキシジミ（Narathura japonica）、ルーミスシジミ（Panchala ganesa）、ムラサキツバメ（ Narathura bazalus）がいるが、いずれも食草が異なる。アカガシに付くのはムラサキシジミであり、この種は植生が広く他のカシ類も食べる。また、幼虫は体から蜜を分泌しアリと共生するというシジミチョウによく見られる生態をもつ。ムラサキシジミは近年分布を拡大しているが、天敵である寄生蜂よりも早く拡大しており、先端地域では全く寄生されない現象がみられるという。

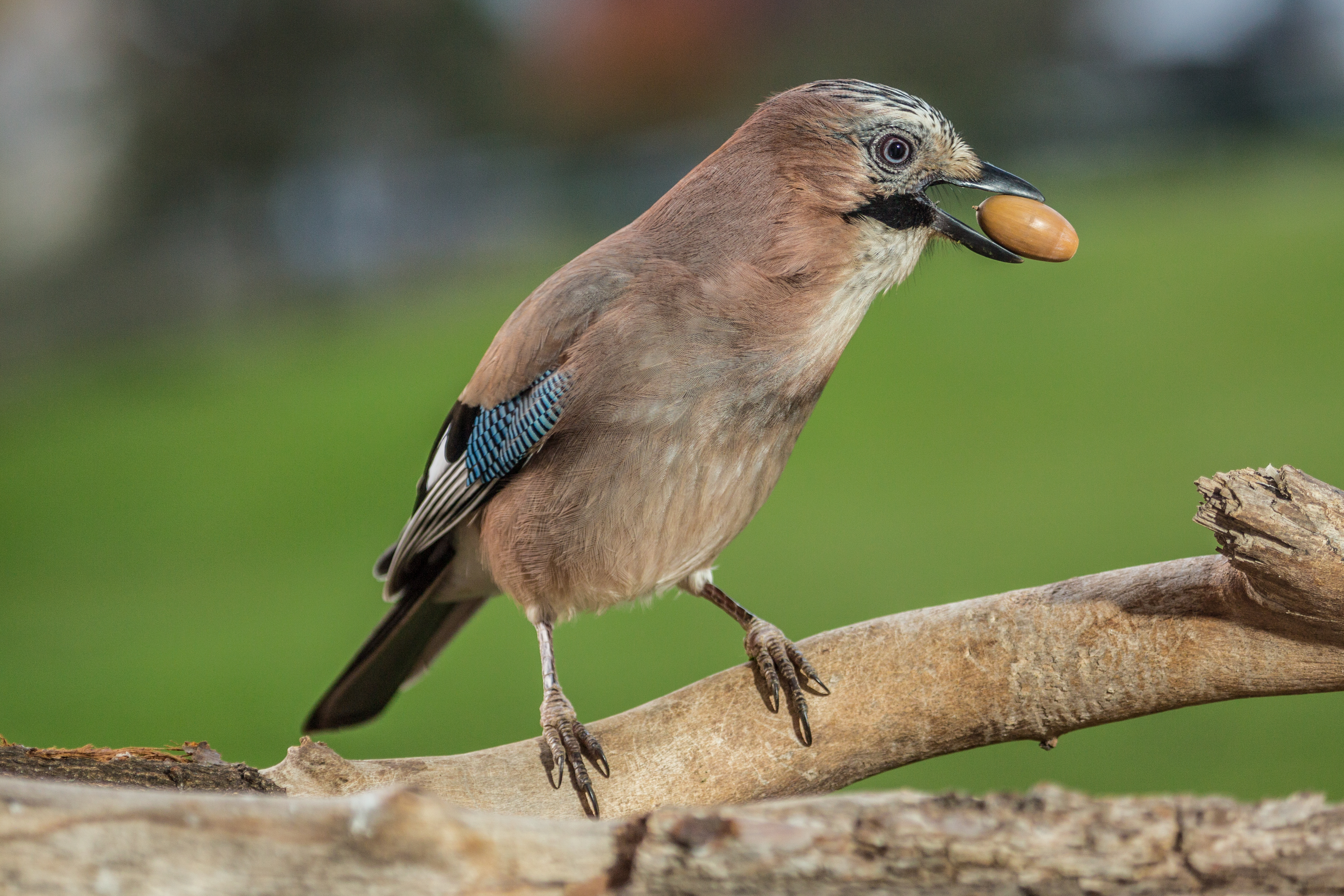
カケスはドングリを好んで食べる
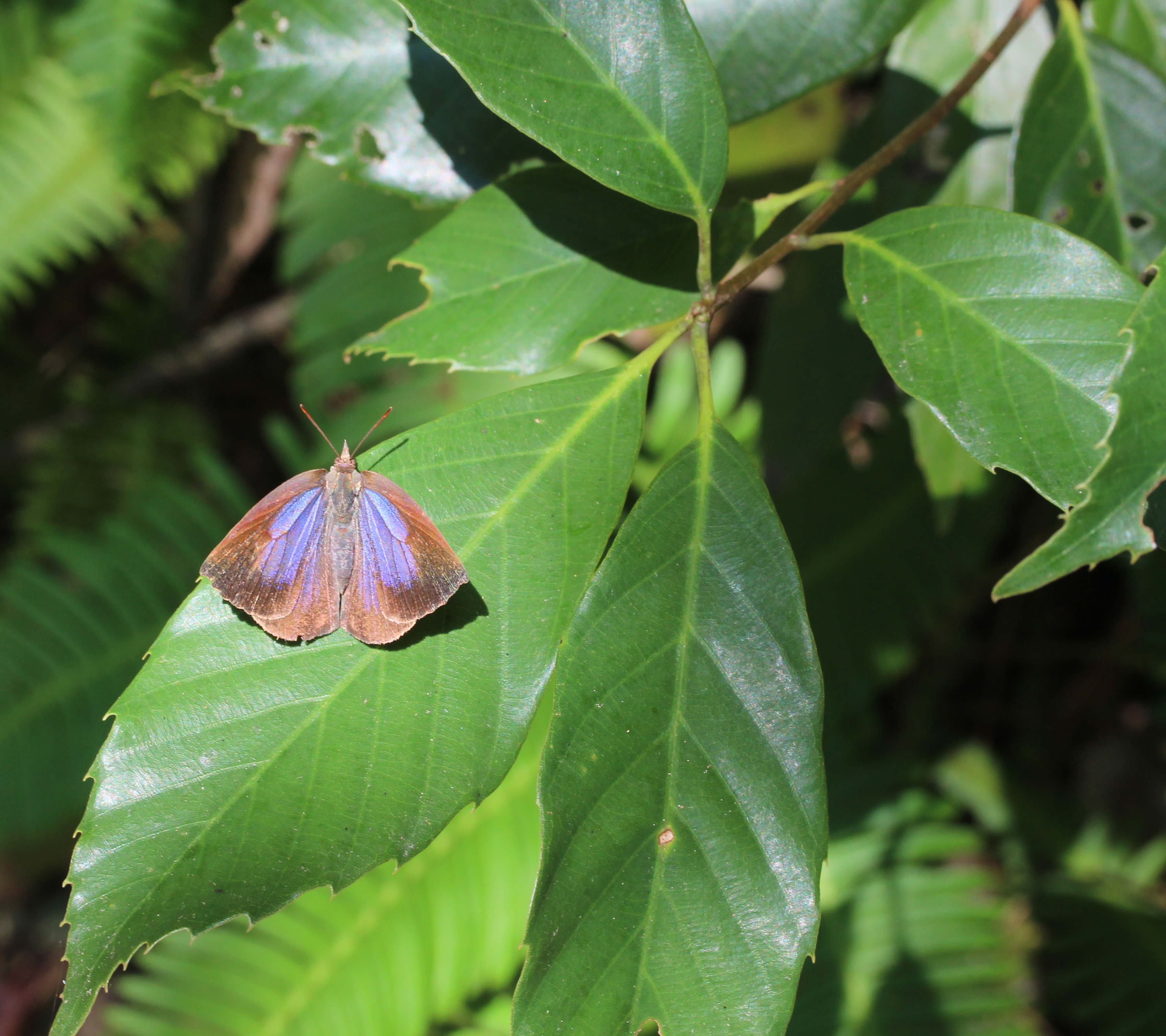
アラカシの葉に止まるムラサキシジミ

### ナラ枯れ
ナラ枯れ（ブナ科樹木萎凋病、英：Japanese oak wilt）は、本種をはじめ全国的にブナ科樹木の枯損被害をもたらしている病気である。原因は菌類（きのこ、カビ）による感染症であることが、1998年に日本人研究者らによって発表され、カシノナガキクイムシという昆虫によって媒介されていることが判明した。ミズナラやコナラはこの病気に対して特に感受性が強く、枯損被害が全国的に発生しており大きな問題になっている。
マツ材線虫病およびナラ枯れの蔓延により、関東地方以西ではアカマツ・コナラ林からシイ・カシ林へと植生遷移が急速に進んでいる地域がある。これには増加するニホンジカの捕食圧の影響も言われており、シカが嫌う植物と母数の多い植物が優勢になっていくのではないかと推測されている。

## 分布
本州の宮城県･新潟県以西、四国、九州、朝鮮半島南部、中華人民共和国、台湾に分布する。

## 人間との関係

### 木材
カシの名前は「堅し木」に由来するという説があるほど、本種も硬く重い木材である。気乾比重は平均0.9程度だが、成長の良い良材ほど硬く重くなる。道管の配置による分類は放射孔材と呼ばれるもので、年輪は目立たない。また、辺材と心材の区別は不明瞭である。柾目にはトラのような模様（いわゆる杢）が現れ、これが美しいと評価されることが多い。杢は「虎斑」、「虎斑杢」、また見る角度によっては光の反射具合が異なり銀色に見えることから「銀杢」とも呼ばれる。また、板目面にはカシメ（樫目）と呼ばれるゴマ上の模様が見られる。これは放射組織が目立つためである。乾燥は難しく反りやすい 。
萌芽能力が高く、定期的に何度も収穫可能であることから、燃料用としては非常に優れている。また、人里近くに生えること、硬く重い木材で火持ちが良いということも、薪や木炭として非常に優秀である。焼き方によって黒炭、白炭のどちらにも加工できる。宮崎県北部にはウバメガシではなく、アラカシを用いた白炭（備長炭）がある。2021年3月付で「美郷町備長炭製炭技術保存会の備長炭製炭」として宮崎県指定の無形民俗文化財となっている。
アカガシなどのカシ類は、屋敷林の材料、公園樹、庭園樹などに使われる。強靱で、移植や刈り込みにも耐え、実生も容易で生長も早いため利用しやすい樹種で知られる。
材は堅くて、器具、車輛、船舶、機械、枕木、木刀などに使われ、特に木刀は有名である。赤くて重みがあることから、三味線の棹にも使われてきた。鉄器ができる前の時代には、農具の鍬の刃にも使われた。1978年、大阪府藤井寺市の古市古墳群の一つである三ツ塚古墳から発掘されたアカガシを使った修羅は、全長8.8メートル、重さ3.2トンもある巨大なもので話題となった。

## 分類学上の位置づけ
コナラ属内の分類は従来形態的特徴に基づき、殻斗の模様が鱗状のものをコナラ亜属（Subgen. Quercus）、環状のものをアカガシ亜属（Subgen. Cyclobalanopsis）と分けられてきたが、遺伝子的な系統に基づく他の分類が幾つか提唱されている。総説にDenk et al.（2017）がある。
下記の変種、品種、交雑種が知られている。
- 変種

アツバアカガシ（ ヒロハアカガシ）  Quercus acuta var. acutiformis
オオアカガシ  Quercus acuta var. megaphylla
キクアカガシ Quercus acuta var. yanagidai
- 品種

シロスジアカガシ　Quercus acuta f. albivena
ヤナギアカガシ  Quercus acuta f. lanceolata
アカスジアカガシ  Quercus acuta f.rosivena
- 交雑種

イズアカガシ（ヒメアカガシ）　Quercus x yokohamensis　シノニム　Quercus x idzuensis　アラカシとの種間雑種
オオツクバネガシ　Quercua x takaoyamensis　ツクバネガシとの種間雑種

## 名称
和名アカガシは、樫（カシ）のなかまで、材が赤味を帯びることから名付けられたという説、若い枝と葉に赤褐色の毛が目立つので名付けられたという説がある。別名のオオバガシは、カシの中でも葉が大きいという特徴にちなんでいる。
別名、オオガシ（大樫）、オオバガシ（大葉樫）、アツバアカガシ、オオアカガシ、キクアカガシ、ヒメアカガシ。かたくて赤褐色の材は和名の由来となり、車両や船舶、三味線の棹、木刀にも使われる。

## 天然記念物
国指定
- 洲藻白嶽原始林 - 長崎県対馬市美津島町洲藻
- 龍良山原始林 - 長崎県対馬市厳原町豆酘

都道府県指定
- 池王神社のアカガシ - 兵庫県宍粟市一宮町深河谷 池王神社境内
- 大鳥神社のオオアカガシ - 東京都目黒区下目黒3丁目大鳥神社境内（既に枯死）[48][49]
- 桜小学校のオオアカガシ - 東京都世田谷区世田谷2丁目区立桜小学校内
- 鹿島天足別神社のアカガシ - 宮城県富谷市大亀字和田鹿島天足別神社境内
- 上於曽のアカガシ - 山梨県甲州市塩山上於曽
- 上滝不動尊境内の大アカガシ - 富山県富山市上滝字滝ノ沢上滝不動尊境内
- 黒田のアカガシ（滋賀県長浜市木之本町黒田字大沢） - 幹周6.6 m、樹高10.5 m、樹齢400年。大沢集落の裏手、竹林に取り囲まれるように立っている。[50]
- 常隆寺のスダジイ・アカガシ群落 - 兵庫県淡路市久野々154常隆寺境内
- 大聖寺のアカガシ樹群 - 福島県双葉郡浪江町大字北幾世橋字北原6大聖寺境内
- 寺家公園アカガシ群生林 - 富山県富山市寺家
- 天王のアカガシ - 大阪府豊能郡能勢町天王
- 湯泉神社 アカガシの森 - 栃木県大田原市黒羽町大豆田 湯泉神社境内

市町村指定
- アカガシ1本 - 愛媛県松山市川の郷町
- 塩釜神社のアカガシ樹叢 - 福島県石川郡石川町 塩釜神社境内
- 清水寺アカガシ群落 - 東京都町田市相原町701 清水寺境内
- 椚平の姥樫 - 埼玉県比企郡ときがわ町椚平（姥とあるがアカガシである）
- 滝岡温泉神社のアカガシ - 栃木県大田原市滝岡210-3 滝岡温泉神社境内
- 豊邦のアカガシ - 愛知県北設楽郡設楽町豊邦字豊詰
- 南中丸のアカガシ - 埼玉県さいたま市見沼区大字南中丸
- 諸毛艮神社のアカガシ - 広島県府中市諸毛町2292 諸毛艮神社境内
- 極楽寺のアカガシ - 広島県廿日市市原2180 極楽寺境内
- 杢左衛門の大赤樫 - 静岡県静岡市葵区水見色
- 青田のアカガシ（三重県松阪市飯高町青田） - 幹周7.2 m、樹高20 m、樹齢不明。[51]